# Леба (приток Тагила)
Леба — река в Свердловской области России. В черте Нижнего Тагила на реке создан Муринский пруд, вытекая из него, река впадает слева  в Нижнетагильское водохранилище, образуя там рукав длиной около километра. Длина реки составляет 11 км, устье в 310 км от устья реки Тагил.

## Данные водного реестра
По данным государственного водного реестра России, относится к Иртышскому бассейновому округу, водохозяйственный участок реки — Тагил от истока до города Нижний Тагил, без реки Чёрной, речной подбассейн реки — Тобол. Речной бассейн реки — Иртыш.
Код объекта в государственном водном реестре — 14010501412111200005256.